# Шафонские
Шафонские (пол. Szafoński) — старинный дворянский род.
Происходит от польского шляхтича Андрея Шатило, который, по выходе из Польши, поселился близ нынешнего города Сосницы, Черниговской губернии. Правнук его Филимон Иосифович был сотником гоголевским и сосницким и писался сначала Шатиловским, а потом с половины XVIII века Шафонским.
Сын его Афанасий Филимонович — доктор права, философии и медицины, председатель уголовной палаты Черниговского наместничества.
Род записан в VI части дворянских родословных книг Московской, Херсонской и Черниговской губернии.

## Описание герба
В щите, имеющем красное поле изображен золотой крест и снизу оного видна серебряная река.
Щит увенчан дворянскими шлемом и короной. Нашлемник: выходящий лев и по сторонам его две золотые трубы, с двенадцатью колокольчиками. Намёт на щите красный, подложенный золотом. Герб рода Шафонских внесён в Часть 7 Общего гербовника дворянских родов Всероссийской империи, стр. 159.
Вариантом герба Шафонских является герб рода Верига-Даревских.